# Aubrey Beauclerk
Aubrey William de Vere Beauclerk (n. 20 de febrero de 1801 - f. 1 de febrero de 1854) fue el hijo de Charles George Beauclerk y Emily Charlotte Ogilvie. Antiguo comandante del ejército, fue militar de Surrey desde 1832 hasta 1837, además de radical político, activo en el movimiento reformista. Contrajo matrimonio con Ida Goring el 13 de febrero de 1834. La pareja tuvo cuatro hijos, pero se divorció luego de pocos años de matrimonio. El 7 de diciembre de 1841 se casó con Rose Matilda Robinson, con quien tuvo dos hijos. Beauclerk pudo haber tenido una relación con la escritora romántica del siglo XIX Mary Shelley, desilusionándola al haberse casado con otras dos mujeres. Se sabe que ha vivido en el Castillo Ardglass en County Down, Irlanda, y en St. Leonard Lodge en Horsham, Sussex, Inglaterra.
Como militar, Beauclerk apoyó a las causas radicales de su época, incluyendo la abolición de la esclavitud y la supresión del diezmo. Creía en un impuesto fijo y pequeño, en la finalización de los impuestos basados en el conocimiento y en la reforma eclesiástica. Beauclerk fue la única persona, según una carta de Mary Shelley a su hermanastra Claire Clairmont, en apoyar al hijo de Mary Shelley, Percy Florence Shelley, a convertirse en un miembro del Parlamento.
- Hijos de Aubrey William de Vere Beauclerk y Rose Matilda Robinson

- Louisa Katherine Beauclerk f. 1929
- Isabella Julia Beauclerk f. 13 de marzo de 1930

- Hijo de Aubrey William de Vere Beauclerk

- Reverendo Charles Beauclerk n. 1823, f. 27 de enero de 1880

- Hijos de Aubrey William de Vere Beauclerk e Ida Goring

- Ida Beauclerk n. 29 de enero de 1835, f. 1844
- Diana Arabella Beauclerk n. 1836, f. 26 de mayo de 1855
- Aubrey de Vere Beauclerk n. 5 de octubre de 1837, f. 9 de julio de 1919
- Augusta Beauclerk n. 1838